# Manuel Domecq García
Manuel Tomás Domecq García (Tobatí, Paraguay, 12 de junio de 1859 - Buenos Aires, 11 de enero de 1951) fue un militar y político paraguayo nacionalizado argentino, fue fundador de la Liga Patriótica Argentina y  ministro de Marina durante la presidencia de Marcelo T. de Alvear. Fue uno de los pocos sobrevivientes de la batalla de Acosta Ñú, durante la Guerra de la Triple Alianza.

## Biografía
Manuel Domecq García era hijo de Tomás Domecq, un médico militar que perdió la vida en 1868, en el cerco de Humaitá, y de Eugenia García Ramos de Domecq, quien habría fallecido en la batalla de Piribebuy, el 12 de agosto de 1869.

### Guerra de la Triple Alianza
Cuando se desató la Guerra de la Triple Alianza, Manuel Domecq García contaba con 6 años de edad. Uno de los combates más crueles de esta guerra fue la batalla de Acosta Ñú, durante la cual cientos de niños fueron masacrados, Domecq García fue uno de los que logró sobrevivir a dicha batalla.
Finalizada la guerra, Manuel había quedado huérfano y en manos del Ejército Brasileño. Soldados de este ejército se presentaron en la casa de una tía del niño llamada Concepción Domecq de Decoud y, a cambio de un pago de ocho libras esterlinas "por el servicio", entregaron a Manuel que estaba escondido en el campamento brasilero.

### Viaje a Buenos Aires
Tiempo después de ser "recuperado" por sus tíos, Manuel y su hermana Eugenia, de unos cinco años, también rescatada por sus tíos, fueron enviados a la Argentina para ser criados por un tío materno, Manuel García Ramos, un estanciero importante de la época.
En medio del viaje de los niños a Buenos Aires, Manuel volvió a extraviarse y, ante los infructuosos intentos de encontrarlo por parte de la persona a quien se había encargado el cuidado de los niños, continuaron su viaje y avisaron de lo sucedido a Manuel García Ramos, quien emprendió una búsqueda a través de circulares y cartas a amigos.
El día del extravío, Manuel decidió subirse al caballo de un oficial brasileño, que lo llevó a Brasil donde fue recogido por el mariscal Luis Alves de Lima e Silva, duque de Caxías, quien se encariñó con el niño y quiso adoptarlo. Pero al enterarse Manuel García Ramos, viajó a Brasil a rescatarlo.
Una vez en Buenos Aires, ambos niños pasaron a vivir en la casa de una hermana de su madre, doña Demófila García Ramos de Lanús.

### Domecq García y la Armada Argentina
En 1872 se fundó la Escuela Naval Militar, que funcionó en el buque General Brown. En 1877, Manuel Domecq García ingresó a la incipiente escuela, donde se recibió de guardiamarina.

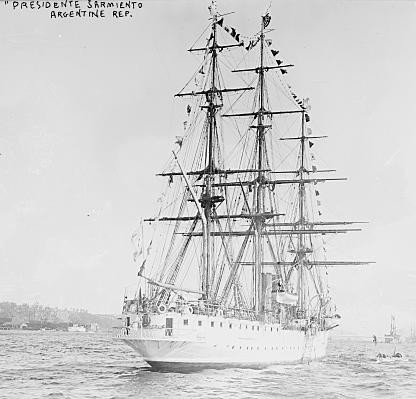
Fragata Presidente Sarmiento. Año 1909.

Años más tarde fue enviado a Inglaterra a verificar la construcción de la fragata Sarmiento. Terminada la construcción de la fragata, Domecq García retornó a Argentina, y fue designado comandante en Jefe de la División del Río de la Plata.

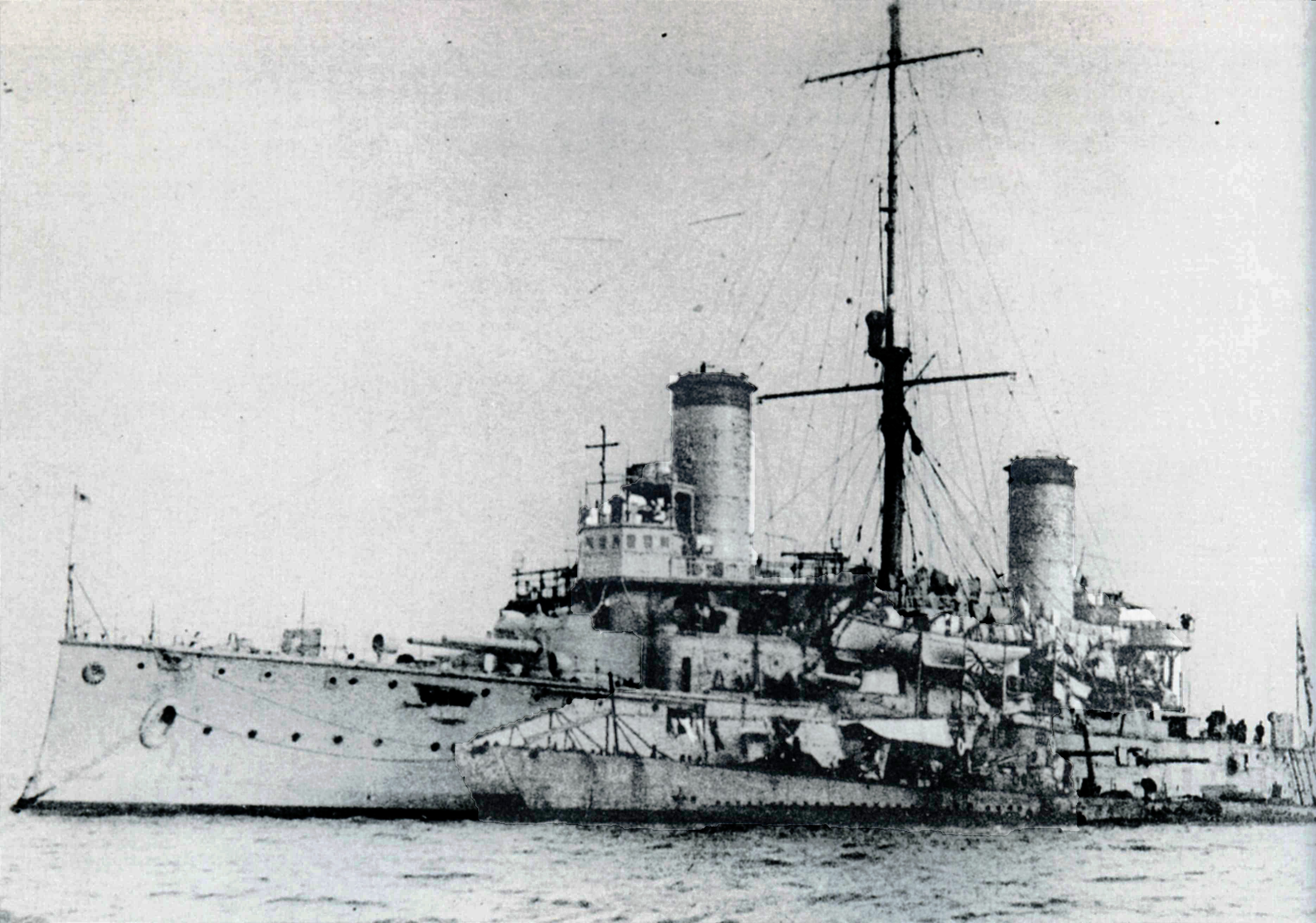
Crucero acorazado Mariano Moreno (Nisshin) en Malta en 1919, abarloado a dos submarinos alemanes.

Por encargo del gobierno de Julio Argentino Roca, el por entonces capitán Manuel Domecq García, fue designado presidente de la comisión argentina para la construcción de los cruceros acorazados Mariano Moreno y Bernardino Rivadavia en Génova, además de otros ya entregados a la Armada Argentina: los acorazados San Martín, General Belgrano, Pueyrredón, Garibaldi y Patria.
Los dos acorazados se terminaron de construir en 1904, pero fueron vendidos al Imperio del Japón, debido al fin de la crisis con Chile.
En 1904 Domecq García fue nombrado observador en la guerra ruso-japonesa. En mayo de 1906, casi dos años después de su llegada a Japón, retornó a la Argentina.[cita requerida]

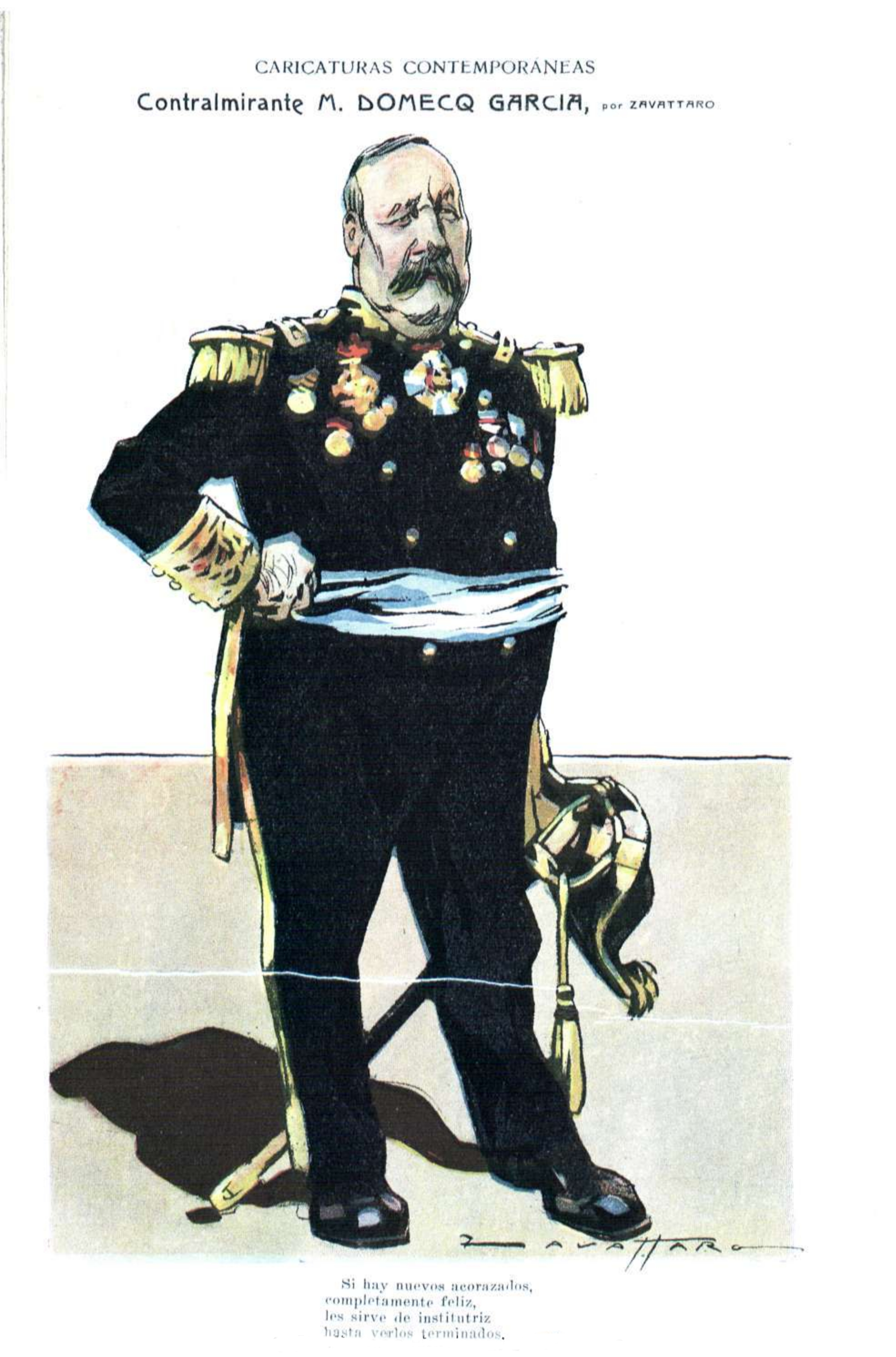
Retratado por Zavattaro en la revista Caras y Caretas (1911)

El 19 de mayo de 1908 recibió las palmas del almirantazgo al ser ascendido a contralmirante.
El 17 de diciembre de 1908, el presidente Figueroa Alcorta lo designó presidente de la comisión naval creada para estudiar propuestas y recoger informes de los distintos astilleros que construirían buques para reforzar el poder naval argentino.
Esta comisión viajó a Europa y Estados Unidos y encargó la construcción de los dos buques de guerra —que costaron al país cinco millones de libras esterlinas—. Estos dos acorazados fueron nuevamente bautizados con los nombres Moreno y Rivadavia.
Luego de tres años al frente de la misión en los Estados Unidos y Europa, Domecq García retornó a la Argentina, siendo nombrado comandante en jefe de la Escuadra de Mar. Capitaneó el acorazado Moreno y, ya con el grado de vicealmirante, comandó el acorazado Rivadavia, buque insignia argentino.

### Liga Patriótica Argentina

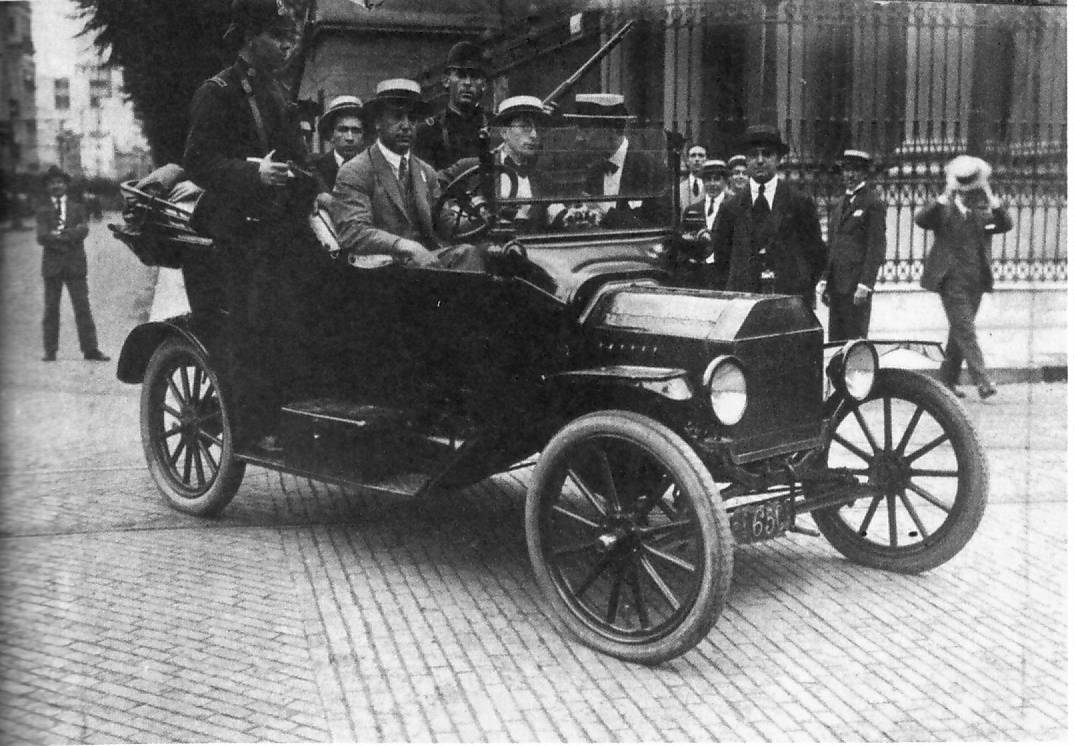
Miembros de la Liga Patriótica Argentina recorren las calles de Buenos Aires junto a la policía durante la Semana Trágica.

El 16 de enero de 1919 se creó en Buenos Aires un grupo paramilitar de extrema derecha autonombrado Liga Patriótica Argentina y Manuel Domecq García fue elegido presidente provisional, cargo que ocupó hasta abril del mismo año. Cuando en noviembre de 1920 se desató la huelga general de peones rurales en la provincia de Santa Cruz, hecho popularmente conocido como la Patagonia Rebelde, la Liga se alistó para frenar el paro. Tuvo una actuación destacada en el conflicto que finalizó en enero de 1922, con un saldo de 1500 trabajadores muertos.
Las reuniones de este grupo se realizaban en los salones del Círculo Militar, donde Domecq García, junto con el contraalmirante Eduardo O'Connor, repartía las armas que la Liga usaba para sus incursiones.

### Ministro de Marina
En 1922 el presidente Marcelo T. de Alvear lo designó Ministro de Marina.
Con el cargo de ministro, Manuel Domecq García fue el redactor, entre otras cosas, del proyecto de acuerdo entre Argentina y Uruguay para la determinación del límite entre ambos países; del anteproyecto de formación de la Marina Mercante argentina de ultramar[cita requerida] y de la remodelación del puerto de Quequén.
Siendo ministro se retiró de la actividad militar. En 1931 participó de la reorganización de la Unión Cívica Radical Antipersonalista integrando la llamada "Junta del Castelar" con otras figuras como Leopoldo Melo, Agustín P. Justo, José Nicolás Matienzo, etc 
Falleció el 11 de enero de 1951, a los 92 años de edad. Sus restos descansan en el Cementerio de la Recoleta.